# Cissus cucumerifolia
Cissus cucumerifolia är en vinväxtart som beskrevs av Jules Émile Planchon. Cissus cucumerifolia ingår i släktet Cissus och familjen vinväxter. Inga underarter finns listade i Catalogue of Life.